# Den mystiske enke
Den mystiske enke er en amerikansk stumfilm fra 1918 af William C. deMille.

## Medvirkende
- Julian Eltinge - Dick Tavish
- Florence Vidor - Irene Stuart
- Gustav von Seyffertitz - Horace Hammer
- Mayme Kelso - Pomeroy
- James Neill -
- Larry Steers - Pete
- George Mackenzie - Cob
- William Elmer